# Ácido dicarboxílico
Ácidos dicarboxílicos são compostos orgânicos que apresentam em sua estrutura dois grupos funcionais carboxila. A fórmula molecular dos ácidos dicarboxílicos é bastante escrita como HOOC-R-COOH, onde o R é usualmente um grupo alcano, alceno ou alcino. O uso dos ácidos dicarboxílicos está associado ao preparo de copolímeros como o nylon e de Poli Tereftalato de Etila (as famosas garrafas PET).
Em geral, os ácidos dicarboxílicos mostram os mesmos comportamentos químicos e reatividades dos ácidos monocarboxílicos. A ionização da segunda carboxila ocorre mais vagarosamente do que a primeira. Isto se dá porque mais energia é requerida para separar o íon hidrogênio positivo do ânion duplamente carregado do que de um simplesmente carregado.
Quando um dos grupamentos carboxila é substituído por um grupamento aldeído, a estrutura resultante é chamada de "ácido aldeídico"

## Exemplos
| Nome usual        | Nome IUPAC                                      | Fórmula química  | Fórmula estrutural |
| ----------------- | ----------------------------------------------- | ---------------- | ------------------ |
| Ácido oxálico     | ácido etanodióico                               | HOOC-COOH        |                    |
| Ácido malônico    | Ácido propanodióico                             | HOOC-(CH2)-COOH  |                    |
| Ácido succínico   | ácido butanodióico                              | HOOC-(CH2)2-COOH |                    |
| Ácido glutárico   | ácido pentanodióico                             | HOOC-(CH2)3-COOH |                    |
| Ácido adípico     | ácido hexanodióico                              | HOOC-(CH2)4-COOH |                    |
| Ácido pimélico    | ácido heptanodióico                             | HOOC-(CH2)5-COOH |                    |
| Ácido subérico    | ácido octanodióico                              | HOOC-(CH2)6-COOH |                    |
| Ácido azelaico    | ácido nanodióico                                | HOOC-(CH2)7-COOH |                    |
| Ácido sebácico    | ácido decanodióico                              | HOOC-(CH2)8-COOH |                    |
| Ácido ftálico     | ácido benzeno-1,2-dicarboxílico ácido o-ftálico | C6H4(COOH)2      |                    |
| Ácido isoftálico  | ácido benzeno-1,3-dicarboxílico ácido m-ftálico | C6H4(COOH)2      |                    |
| Ácido tereftálico | ácido benzeno-1,4-dicarboxílico ácido p-ftálico | C6H4(COOH)2      |                    |